# Michail Iwanowitsch Schuljatikow
Michail Iwanowitsch Schuljatikow (russisch Михаил Иванович Шулятиков; * 20. Maijul. / 1. Juni 1845greg. in Glasow; † 13. Novemberjul. / 25. November 1893greg. in Moskau) war ein russischer Revolutionär und Schifffahrtsspezialist.

## Leben
Nach dem Gymnasiumsbesuch in Wjatka begann Schuljatikow 1862 das Studium an der physikalisch-mathematischen Fakultät der Universität Kasan.
Im Frühjahr 1863 versuchte die sogenannte Kasaner Verschwörung entsprechend einer Verabredung von Mitgliedern der revolutionären Geheimgesellschaft Semlja i Wolja (Land und Freiheit) mit den Führern des polnischen Aufstands einen Bauernaufstand in der Wolga-Region zur provozieren, um von dem Aufstand in Polen abzulenken. Im März 1863 hielt sich Schuljatikow mit I. J. Orlow heimlich in Glasow auf, um zur Unterstützung des Aufstands im Gouvernement Wjatka eine Bauerntruppe zu organisieren. Im Dezember 1863 wurde Schuljatikow, bei dem Flugschriften gefunden wurden, zusammen mit Iwan Markowitsch Krasnopjorow und anderen verhaftet. Statt der Katorga wurde Schuljatikow nach Glasow verbannt, wo er als Sekretär in der Semstwoverwaltung arbeitete. Später lebte im Haus seines Vaters der 1879 wegen revolutionärer Aktivitäten vom Studium ausgeschlossene Wladimir Galaktionowitsch Korolenko mit seinem jüngeren Bruder Illarion.
1871 wurde Schuljatikow aus Glasow verbannt. 1872–1878 lebte er im Gouvernement Perm und darauf in der Stadt Perm. Dort lernte er den Unternehmer Nikolai Wassiljewitsch Meschkow kennen, der sich für Demokratie und revolutionäre Ideen interessierte.
1882 zog Schuljatikow mit seiner Familie nach Moskau und wurde Abteilungsleiter der Nordversicherungsgesellschaft. Später war er Inspektor für Flussversicherung. Nikolai Wassiljewitsch Meschkow gründete mit ihm in Perm eine Firma für Gütertransport mit einem gecharterten Schiff. 1884 trat Schuljatikow in die Kaiserlicher Gesellschaft zur Förderung der russischen Handelsschifffahrt ein. 1885 wurde er auf Vorschlag des Vorsitzenden Fürst Dmitri Nikolajewitsch Dolgorukow Vollmitglied der Gesellschaft. Im Dezember 1885 wurde er zum Vorstandsmitgliedkandidaten und zum Mitglied der Revisionskommission gewählt. Im Januar 1886 wurde er Mitglied des Vorstands der Gesellschaft. Auf seine Initiative wurde in Moskau die Gesellschaft für Konsum und Hygiene gegründet. Er erstellte Berichte über den Bau der Baku-Batumi-Erdölpipeline, in dem er sich gegen den Export von Rohöl aussprach, und über die Schifffahrt auf der Wolga und den Flüssen Westsibiriens, die dann veröffentlicht wurden.
Die Sozialrevolutionärin Anna Michailowna Rasputina und der Philologe und Revolutionär Wladimir Michailowitsch Schuljatikow waren Kinder Schuljatikows.
Schuljatikow wurde auf dem Wagankowoer Friedhof begraben.
1897 wurde in Glasow die kostenfreie Schuljatikow-Bibliothek mit Lesesaal eingerichtet.